# Joao Bussotti
Joao Capistrano Maria Bussotti Neves Junior (Maputo, 10 maggio 1993) è un mezzofondista italiano, finalista nei 1500 metri piani agli Europei di Amsterdam 2016.

## Biografia
Nato a Maputo, in Mozambico, Joao Bussotti emigrò da bambino in Italia con la madre Claudine. Di padre adottivo italiano, a 18 anni (2011) ottenne la cittadinanza italiana. È iscritto alla facoltà di scienze politiche dell'Università di Pisa.
Iniziò a praticare l'atletica leggera nel 2007 all'età di 14 anni (categoria Cadetti), sulla pista dell'Atletica Livorno con cui è ancora tesserato da allora.
Già al secondo anno di attività nel 2008 partecipa ai campionati italiani cadetti, concludendo in 12ª posizione sui 1000 m.
Nel biennio 2009-2010 da allievo gareggia sugli 800 m ai nazionali di categoria all'aperto, giungendo rispettivamente decimo e quinto.
Al suo primo anno da juniores nel 2011, termina quinto sui 1500 m e nono negli 800 m ai campionati italiani di categoria.
Due prime volte nel 2012: primo titolo italiano giovanile sui 1500 m ai nazionali juniores indoor ed esordio in una rassegna internazionale giovanile in occasione dei Mondiali juniores in Spagna a Barcellona (eliminato in batteria sui 1500 m).
Sempre ai campionati italiani under 20, diventa vicecampione sugli 800 m al coperto e vince due medaglie di bronzo outdoor su 800 e 1500 m.
Dopo aver saltato la stagione agonistica dei campionati italiani di categoria nel 2013 (primo anno da promessa), l'anno dopo partecipa ai Mediterranei under 23 di Aubagne (Francia) terminando quarto sui 1500 m.
Sulla stessa distanza, diventa campione italiano promesse indoor e vicecampione nazionale under 23 all'aperto.
Esordisce ai campionati italiani assoluti nella versione indoor arrivando quinto sui 1500 m e poi agli assoluti di Rovereto finisce quarto sugli 800 m. Inoltre prende parte alla staffetta negli italiani di corsa campestre concludendo in quarta posizione.
Milita nel Centro Sportivo Esercito dal 2015 ed è allenato da Saverio Marconi.
Esordisce lo stesso anno con la maglia della Nazionale seniores: il 7 marzo del 2015 infatti gareggia in batteria sui 1500 m, senza superarla, agli Europei indoor di Praga (Repubblica Ceca).
Sempre sui 1500 m nella Super League degli Europei a squadre di Čeboksary (Russia) termina in 9ª posizione.
Ancora sui 1500 m conclude quarto nella finale degli Europei under 23 di Tallinn in Estonia.
Diventa per la prima volta campione italiano assoluto in occasione degli assoluti al coperto a Padova dove centra la doppietta 800–1500 m; ai nazionali promesse indoor vince l'oro sugli 800 m e l'argento sui 1500 m.
Campione sui 1500 m agli italiani promesse. Infine partecipa agli assoluti di Torino finendo la finale dei 1500 m al settimo posto.
Nel 2016, suo primo anno da seniores, incentra la stagione agonistica sui 1500 m: vince la medaglia di bronzo agli assoluti indoor, poi termina sesto agli assoluti di Rieti ed infine disputa nei Paesi Bassi la finale degli Europei ad Amsterdam chiudendo in 12ª posizione.

## Progressione

### 800 metri piani
| Stagione | Tempo   | Luogo            | Data      | Rank. Mond. |
| -------- | ------- | ---------------- | --------- | ----------- |
| 2021     | 1'46"11 | Lignano          | 3-7-2021  | 117º        |
| 2016     | 1'47"55 | Orvieto          | 26-5-2016 |             |
| 2015     | 1'49"72 | Sesto Fiorentino | 7-6-2015  |             |
| 2014     | 1'47"66 | Nembro           | 11-7-2014 |             |
| 2013     | 1'53"73 | Vicenza          | 29-9-2013 |             |
| 2012     | 1'50"53 | Milano           | 31-5-2012 |             |
| 2011     | 1'52"17 | Trento           | 26-7-2011 |             |
| 2010     | 1'53"98 | Livorno          | 11-9-2010 |             |
| 2009     | 1'56"97 | Firenze          | 12-7-2009 |             |

### 800 metri piani indoor
| Stagione | Tempo   | Luogo   | Data      | Rank. Mond. |
| -------- | ------- | ------- | --------- | ----------- |
| 2015     | 1'50"68 | Padova  | 22-2-2015 |             |
| 2012     | 1'52"90 | Ancona  | 19-2-2012 |             |
| 2010     | 2'01"04 | Firenze | 3-2-2010  |             |

### 1500 metri piani
| Stagione | Tempo   | Luogo       | Data      | Rank. Mond. |
| -------- | ------- | ----------- | --------- | ----------- |
| 2025     | 3'33"08 | Dessau      | 21-6-2025 |             |
| 2016     | 3'37"90 | Padova      | 17-7-2016 |             |
| 2015     | 3'40"75 | Gavardo     | 17-5-2015 |             |
| 2014     | 3'41"52 | Trento      | 15-7-2014 |             |
| 2013     | 3'53"16 | Faenza      | 11-9-2013 |             |
| 2012     | 3'46"40 | Grosseto    | 21-6-2012 |             |
| 2011     | 3'51"81 | Faenza      | 14-9-2011 |             |
| 2010     | 4'00"27 | Livorno     | 10-7-2010 |             |
| 2009     | 4'11"10 | Pietrasanta | 6-6-2009  |             |

### 1500 metri piani indoor
| Stagione | Tempo   | Luogo        | Data      | Rank. Mond. |
| -------- | ------- | ------------ | --------- | ----------- |
| 2016     | 3'47"27 | Istanbul     | 25-2-2016 |             |
| 2015     | 3'42"82 | Praga        | 7-3-2015  |             |
| 2014     | 3'49"06 | Ancona       | 22-2-2014 |             |
| 2012     | 3'55"08 | Val-de-Reuil | 3-3-2012  |             |

## Palmarès
| Anno | Manifestazione          | Sede       | Evento       | Risultato | Prestazione | Note  |
| ---- | ----------------------- | ---------- | ------------ | --------- | ----------- | ----- |
| 2012 | Mondiali U20            | Barcellona | 1500 m piani | Batteria  | 3'49"37     | [ 2 ] |
| 2014 | Mediterraneo U23        | Aubagne    | 1500 m piani | 4º        | 3'52"67     | [ 3 ] |
| 2015 | Europei indoor          | Praga      | 1500 m piani | Batteria  | 3'42"82     | [ 4 ] |
| 2015 | Europei U23             | Tallinn    | 1500 m piani | 4º        | 3'45"10     | [ 5 ] |
| 2016 | Europei                 | Amsterdam  | 1500 m piani | 12º       | 3'50"43     | [ 6 ] |
| 2017 | Universiadi             | Taipei     | 1500 m piani | Batteria  | 3'46"89     |       |
| 2018 | Giochi del Mediterraneo | Tarragona  | 1500 m piani | 8º        | 3'42"34     |       |
| 2018 | Europei                 | Berlino    | 1500 m piani | 11º       | 3'41"31     |       |
| 2021 | Europei indoor          | Toruń      | 1500 m piani | Batteria  | 3'44"76     |       |
| 2023 | Mondiali                | Budapest   | 1500 m piani | Batteria  | 3'48"55     |       |
| 2025 | Mondiali indoor         | Nanchino   | 1500 m piani | Batteria  | 3'40"92     |       |

## Campionati nazionali
- 1 volta campione italiano assoluto indoor degli 800 m piani (2015)
- 1 volta campione italiano assoluto indoor dei 1500 m piani (2015)
- 1 volta campione italiano promesse dei 1500 m piani (2015)
- 1 volta campione italiano promesse indoor degli 800 m piani (2015)
- 1 volta campione italiano promesse indoor dei 1500 m piani (2014)
- 1 volta campione italiano juniores indoor dei 1500 m piani (2012)

2008
- 12º ai campionati italiani cadetti (Roma), 1000 m piani - 2'46"21[7]

2009
- 10º ai campionati italiani allievi (Grosseto), 800 m piani - 1'58"40[8]

2010
- 5º ai campionati italiani allievi (Rieti), 800 m piani - 1'56"43[9]

2011
- 9º ai campionati italiani juniores (Bressanone), 800 m piani - 1'55"42[10]
- 5º ai campionati italiani juniores (Bressanone), 1500 m piani - 3'57"66[11]

2012
- Argento ai campionati italiani juniores indoor (Ancona), 800 m piani - 1'52"90[12]
- Oro ai campionati italiani juniores indoor (Ancona), 1500 m piani - 3'59"23[13]
- Bronzo ai campionati italiani juniores (Misano Adriatico), 800 m piani - 1'54"86[14]
- Bronzo ai campionati italiani juniores (Misano Adriatico), 1500 m piani - 3'49"29[15]

2014
- Oro ai campionati italiani promesse indoor (Ancona), 1500 m piani - 3'49"29[16]
- 5º ai campionati italiani assoluti indoor (Ancona), 1500 m piani - 3'49"06[17]
- 4º ai campionati italiani di corsa campestre (Nove-Marostica), staffetta 2+3+4+4 km - 42'43[18]
- Argento ai campionati italiani promesse (Torino), 1500 m piani - 3'45"09[19]
- 4º ai campionati italiani assoluti (Rovereto), 800 m piani - 1'50"72[20]

2015
- Oro ai campionati italiani promesse indoor (Ancona), 800 m piani - 1'51"37[21]
- Argento ai campionati italiani promesse indoor (Ancona), 1500 m piani - 3'47"58[22]
- Oro ai campionati italiani assoluti indoor (Padova), 800 m piani - 1'50"68[23]
- Oro ai campionati italiani assoluti indoor (Padova), 1500 m piani - 3'54"25[24]
- Oro ai campionati italiani promesse (Rieti), 1500 m piani - 3'50"52[25]
- 7º ai campionati italiani assoluti (Torino), 1500 m piani - 3'50"12[26]

2016
- Bronzo ai campionati italiani assoluti indoor (Ancona), 1500 m piani - 3'47"65[27]
- 6º ai campionati italiani assoluti (Rieti), 1500 m piani - 3'46"14[28]

2017
- Oro ai campionati italiani assoluti (Trieste), 1500 m piani - 3'46"12

2018
- Oro ai campionati italiani assoluti (Pescara), 1500 m piani - 3'46"41

2020
- 4º ai campionati italiani assoluti (Padova), 800 m piani - 1'48"79
- Oro ai campionati italiani assoluti (Modena), 1500 m piani - 3'47"51

2021
- Argento ai campionati italiani assoluti indoor (Ancona), 1500 m piani - 3'41"04
- 4º ai campionati italiani assoluti (Rovereto), 1500 m piani - 3'41"44

2022
- 5º ai campionati italiani assoluti indoor (Ancona), 1500 m piani - 3'42"36

2023
- 4º ai campionati italiani assoluti, 1500 m piani - 3'48"97
- Argento ai campionati italiani assoluti indoor (Ancona), 1500 m piani - 3'48"27
- 5º ai campionati italiani assoluti indoor (Ancona), 800 m piani - 1'48"65

2024
- Bronzo ai campionati italiani assoluti (La Spezia), 1500 m piani - 3'42"80

2025
- Bronzo ai campionati italiani assoluti indoor, 1500 m piani - 3'55"09
- Bronzo ai campionati italiani assoluti (Caorle), 1500 m piani - 3'42"73

## Altre competizioni internazionali
2015
- 9º nella Super League degli Europei a squadre ( Čeboksary), 1500 m piani - 3'53"06[4]

2025
- 7º all'ISTAF Berlin ( Berlino), miglio - 3'50"67